# أرييل وليامز هولواي
أرييل وليامز هولواي (بالإنجليزية: Ariel Williams Holloway)‏ (3 مارس 1905، بروكلين في الولايات المتحدة - 3 يناير 1973 في الولايات المتحدة)؛ كاتِبة وشاعرة أمريكية.